# AEK FC
O AEK FC (em grego: Αθλητική Ένωση Κωνσταντινουπόλεως) é um clube poliesportivo da cidade de Atenas na Grécia. Fundado em 1924, tem como símbolo uma águia de duas cabeças. Seu estádio é o Agia Sophia, (em grego: Αγιά Σοφιά) em homenagem a igreja ortodoxa de Santa Sofia em Istambul,com capacidade para 32.500 espectadores, levará o nome de OPAP Arena por razões de patrocínio, está localizado na cidade suburbana de Nea Filadelfeia ao norte de Atenas.
Seus maiores rivais são os times que também se localizam em Atenas,sendo eles Olympiacos e Panathinaikos
Mas também o AEK possui uma grande rivalidade com os times da cidade de Salonica ou Tessalonica, no Norte da Grécia, que são os clubes do PAOK e Aris 
ambos da mesma cidade onde conquistou seus títulos tanto como Liga e Copa em cima destes 2 clubes.

## História

### Criação e anos iniciais (1924–1944)

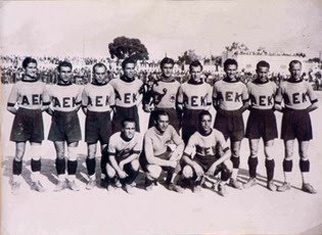
O time de 1925

A grande população grega de Constantinopla, e de outros centros urbano do Império Otomano no inicio do século XX, continuaram com suas tradições atléticas, em numerosos clubes como o Enosis Tataoulon (Ένωσις Ταταούλων) e Iraklis (Ηρακλής) do distrito de Tatavla, Megas Alexandros (Μέγας Αλέξανδρος) e Hermes (Ερμής) da Galátia e Olympias (Ολυμπιάς) de Therapia existiam para promover desporto e ideais culturais gregos. Esses eram uma dúzia de clubes gregos que dominaram o cenário da cidade até a Primeira Guerra Mundial. depois da guerra, com o grande fluxo de soldados franceses e ingleses para Constantinopla, muitos dos clubes participavam com estrangeiros das tropas. Praça Taksim, Pera, e Tatavla se tornaram a cena de competições semanais de futebol, atletismo, ciclismo, boxe e tênis.
Dos clubes da cidade, o futebol era dominado pelo Enosis Tataoulon e Hermes. Hermes, era o mais popular, foi formado em 1875 pela comunidade grega de Pera (Galátia). Foram forçados a mudar o nome para Pera Club em 1921, muitos dos atletas deixaram os clubes devido a Guerra Greco-Turca de 1919-1922, e mudaram-se para Atenas, e Salônica.
Em 1920, um grupo destes refugiados constantinopolitanos da região de Pera se encontram na loja de Emilios e Menelaos Ionas na rua Veranzerou, no centro de Atenas e criaram o AEK (Grupo Atlético Constatinoplitano).
Os fundadores do AEK criaram o clube com a intenção esportiva e diversão cultural de milhares de refugiados de Constantinopla e região da Anatolia que se estabeleceram no subúrbio de Atenas  (Nea Filadelfia, Nea Ionia, Nea Chalkidona, Nea Smyrni, etc.), e outras cidades gregas, sob circunstancias diversas.

### Depois da Segunda Guerra (1944–1959)
Com o técnico inglês Jack Beby  no comando do AEK, os jogadores veteranos Maropoulos, Tzanetis, Delavinias e Mageiras, junto com o sangue jovem de Kostas Poulis, Giorgos Goulios, e Pavlos Emmanouilidis, ganharam a Copa da Grécia em 1949 e 1950, sobre Panathinaikos 2–1 e Aris 4–0.
AEK também ganhou a liga local de Atenas em 1950, mas nos jogos de playoffs para os o torneio Pan-Helênico eles não ganharam, devido a ter muitos jogadores servindo a seleção nacional.
No começo dos anos 50, viu a adição de novos jogadores Giannis Kanakis, Andreas Stamatiadis, e o goleiro Stelios Serafeidis. Com mais Kostas Poulis, e Pavlos Emmanouilidis, AEK  de novo ganhou a Copa da Grécia em 1956. Na final venceu o Olympiacos 2–1 no Estádio Apostolos Nikolaidis  sendo a sua quinta Copa. No ano de 1957 viu o debute de um dos seus mais notáveis jogadores Kostas Nestoridis. Tendo jogado vindo do  Panionios em 1956, Nestoridis foi forçado a mudar devido a disputa entre os dois clubes por sua transferência. Em 1958 e 1959, ele finalizou como artilheiro da liga, mas não foi suficiente para algum título sempre atrás na tabela para o Olympiacos.

### Década de 60: a era de Nestoridis e Papaioannou
O começo da década de 60 foi marcada pela atuação conjunta de dois grandes ídolos do AEK, Kostas Nestoridis, que atuou pelo clube até 1965, e Dimitrios "Mimis" Papaioannou, que defendeu o clube aurinegro de Atenas entre 1962 a 1979, sendo o maior artilheiro do clube. Na temporada 1962-63, os dois jogadores ajudaram o AEK a conquistar o campeonato grego, sendo a primeira conquista do clube após a Segunda Guerra Mundial.
Nas temporadas de 1963-64 e 1965-66, nesta última já sem o ídolo Nestoridis, o AEK conquistou a Copa da Grécia.
A temporada de 1968-69 foi particularmente especial e gloriosa para o clube. Neste ano o AEK conquistou novamente o campeonato grego, chegando ao quarto título da principal competição nacional e vencendo as duas partidas da final, tendo aplicado, no primeiro jogo da decisão, uma sonora goleada de 4 a 1 dentro da casa do arquirrival Olympiacos. No jogo de volta, o AEK venceu novamente por 2 a 1 e assegurou o troféu.
Ainda na temporada 1968-69, o clube conquistou um fato inédito na Grécia, se tornando o primeiro clube de futebol grego a chegar às quartas de final da Copa dos Campeões da Europa, mas foi eliminado pelo tchecoslovaco Spartak Trnava.

### 1974-1981: A presidência de Loukas Barlos
Em 1974, Loukas Barlos, um empresário de sucesso na Grécia, tornou-se o vigésimo terceiro presidente e realizou grandes aportes financeiros no AEK. Com a ajuda do técnico František Fadrhonc, construiu uma das melhores equipes da história do clube, trazendo jogadores como: Christos Ardizoglou, Giorgos Dedes, Giorgos Skrekis, os alemães Walter Wagner e Timo Zahnleiter, Dionysis Tsamis, Pantelis "Lakis" Nikolaou, Petros Ravousis, Dušan Bajević, Takis Nikoloudis, Stefanos Theodoridis, Babis Intzoglou e Nikos Christidis.
Capitaneado pelo Papaioannou na temporada 1976-77, o AEK chegou às semifinais da Copa da UEFA, sendo o primeiro clube de futebol grego a chegar nesta fase da competição, derrotando o Dínamo Moscou (Rússia) por 2–0, Derby County (Reino Unido) 2–0 e 3–2, Estrela Vermelha de Belgrado (Iugoslávia) 2–0 e QPR (Reino Unido) 3–0 e 7–6 nos pênaltis. O AEK acabou eliminado pela Juventus, que viria a ser a campeã do torneio naquela temporada.
Na gestão de Barlos, o AEK conquistou o bicampeonato grego nas edições de 1977-78 e 1978-79, repetindo um feito no clube que só havia ocorrido nos anos de 1939 e 1940. Venceu a Copa da Grécia na temporada de 1977-78. Durante a presidência de Barlos também houve a expansão do antigo estádio do AEK, o Estádio Nikos Goumas, que foi demolido em 2003.

### 1988-1996: Os anos dourados da era Bajević
Em 1988, o ídolo Dušan Bajević retorna ao AEK, dessa vez como técnico. Junto ao presidente Stratos Gidopoulo, o clube construiu uma das melhores gerações da história do time de Atenas, com nomes como Stelios Manolas, Spyros Oikonomopoulos, Mirosław Okoński, Toni Savevski, George Savvides, Pavlos Papaioannou e George Koutoulas.
Logo na temporada de estreia de Bajević no comando técnico, o AEK venceu o campeonato grego da edição 1988-89, conquistando seu oitavo título do torneio, levando ainda a Supercopa da Grécia em 1989. Em 1990, o clube venceu a Copa da Liga Grega, sendo o único vencedor desta competição, que teve uma única edição.
Mesmo com essas conquistas iniciais, o melhor ainda estava por vir, quando nas temporadas de 1991-92, 1992-93 e 1993-94, o AEK se consagrou tricampeão grego, tendo sido o primeiro e único tricampeonato consecutivo na história do clube.
Na temporada de 1994-95, o AEK se tornou o primeiro clube grego a jogar na fase grupos da Liga dos Campeões, tendo em vista que o sistema de fase de grupos foi introduzido em 1992. O clube bateu o Rangers, da Escócia, com duas vitórias comandadas por Dimitris Saravakos e Toni Savevski. Nos grupos, enfrentou a dupla da final posterior, Milan e Ajax, além da finalista da Copa da UEFA (1993-94) Salzburg, mas conseguiu apenas dois empates e não conseguiu se classificar.
No verão de 1996, Bajević decidiu partir para o Olympiakos, sofrendo muitas críticas dos torcedores do AEK. Em sua última temporada pelo clube, o vitorioso treinador ainda conquistou a Copa da Grécia, com uma vitória memorável na final, goleando o Apollon Smyrnis pelo placar de 7-1, o que até hoje é a vitória mais elástica em uma final de copa nacional.

### Anos 2000 e rebaixamentos
Os anos 2000 marcaram um período de jejum de títulos, vindo o clube a apenas vencer duas Copas da Grécia (1999-00 e 2001-02). Mesmo com a seca de títulos, nos anos de 2000 a 2009, o clube sempre ficou entre as primeiras posições no campeonato nacional e reivindicando o título até as últimas rodadas.
Os presidentes e treinadores foram se sucedendo, mas os títulos teimavam em não aparecer, com exceção para a Copa da Grécia conquistada em 2010-11. Na temporada 2012-13, após uma campanha desastrosa, que culminou com uma invasão de campo por torcedores e tentativas de agressão aos jogadores, o AEK foi rebaixado para a Segunda Divisão do Campeonato Grego pela primeira vez na sua história. Para piorar ainda mais a situação, os problemas financeiros obrigaram os atenienses a declarar falência e passar para o amadorismo, tendo que jogar Terceira Divisão, em 2013-14.

### Reconstrução e volta dos títulos (2013-presente)
O AEK foi assumido pelo empresário Dimitris Melissanidis em 2013, que já tinha passado pelo clube, com o objetivo de regressar à Superliga Grega.
O AEK conquistou facilmente sua ascensão para a Segunda Divisão na temporada 2013–14, enquanto ao mesmo tempo os planos e esforços iniciais para o início das obras de seu novo estádio começaram.  Na temporada 2014-15, o clube retornou à elite do futebol grego após ser campeão invicto da Segunda Divisão Nacional.  
Na temporada 2016–17, o AEK terminou em segundo lugar após os playoffs, garantindo sua vaga nas eliminatórias da Liga dos Campeões, retornando ao principal torneio continental após uma década de ausência. O clube ainda chegou na final da Copa da Grécia pelo segundo ano consecutivo, mas foi derrotado pelo PAOK.
Na temporada 2017-18, já com a parte financeira estabilizada, veio o título mais ansiado após duas longas décadas. O AEK voltou a conquistar o campeonato grego após 24 anos, estabelecendo um recorde de melhor desempenho defensivo na competição, com apenas 12 gols sofridos (o recorde era do Olympiakos com 13 na temporada 1972-73).

## Torcida
Justamente por ter sido fundado por refugiados vindos da Turquia, a veia política e ideológica sempre esteve presente na torcida do AEK. A torcida do clube aurinegro defende posicionamentos predominantemente de esquerda, inclusive, em razão da proximidade ideológica, a torcida do clube integra o chamado "triângulo da fraternidade" junto às torcidas do Livorno (Itália) e Olympique de Merseille (França).
A principal torcida organizada do AEK (na Europa denominados de Ultras), é a Original 21, torcida conhecida pelo forte posicionamento político, mas também pelo temperamento extremamente violento com torcidas rivais.

## Títulos no futebol
| NACIONAIS | NACIONAIS           | NACIONAIS | NACIONAIS |
|           | Competição          | Títulos   | Temporadas |
| --------- | ------------------- | --------- | --- |
|           | Campeonato Grego    | 13        | 1938–39, 1939–40, 1962–63, 1967–68, 1970–71, 1977–78, 1978–79, 1988–89, 1991–92, 1992–93, 1993–94, 2017–18 e 2022–23                            |
|           | Copa da Grécia      | 16        | 1931–32, 1938–39, 1948–49, 1949–50, 1955–56, 1963–64, 1965–66, 1977–78, 1982–83, 1995–96, 1996–97, 1999–00, 2001–02, 2010–11, 2015–16 e 2022–23 |
|           | Supercopa da Grécia | 2         | 1989 e 1996 |
|           | Copa da Liga Grega  | 1         | 1990 |

Regionais
- 5  Campeonatos de Atenas/Athens FCA: 1940, 1943, 1946, 1947 e 1950

 Outras conquistas nacionais
- 1 Campeonato Grego de Futebol 2° Divisão/:en:Football League:  2014-15
- 1 Campeonato Grego de Futebol 3° Divisão/en:Gamma Ethniki: 2013-14

Torneio amistoso
- 1 Copa Pré-Mediterrânea/en:Pre-Mediterranean Cup: 1991

## Elenco atual
Última atualização: 20 de fevereiro de 2025.

## Equipe de basquete
Ver artigo principal: Athlitiki Enosis Constantinoupoleos Basketball Club
É o deportamento de basquetebol do clube multi esportivo Athlitiki Enosis Konstantinoupoleos sediado na cidade de Atenas, Grécia.
Ao todo o clube venceu 1 vez o Mundial Interclubes de  2019, 1 Título da Liga dos campeões (2017-18) e foi finalista da Euroliga (1997-98), conquistou  8 vezes a Liga Grega (1957–58, 1962–63, 1963–64, 1964–65, 1965–66, 1967–68, 1969–70, 2001–02) ,4 vezes a Copa da Grécia de Basquete (1980–81, 1999–00, 2000–01, 2017–18).